# Kilian Jornet

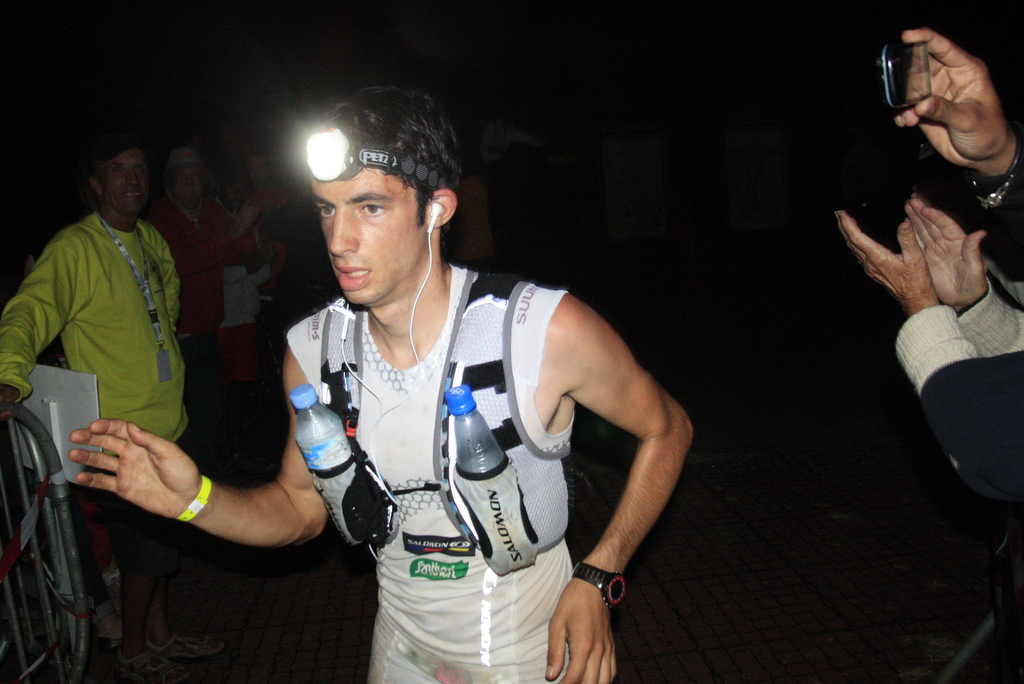
Kilian Jornet durante a Grand Raid de 2010.

Kilian Jornet Burgada (Sabadell, 27 de outubro de 1987) é um esquiador e corredor de montanha espanhol, reconhecido internacionalmente como um dos montanhistas mais destacados de sua época.

## Biografia
Kilian Jornet é um dos maiores destaques no montanhismo atual, reconhecido por escalar montanhas famosas em estilo leve e muito rápido, batendo recordes e estabelecendo novos limites.
Ele é filho de Eduard Jornet e Núria Burgada. Seu pai é guia de montanha e guarda do refúgio de Cap de Rec, nos Pirenéus ilerdenses. Sua mãe é professora de esportes de montanha e ocupa-se do Centro de Tecnificação de Esqui de Cataluña.
Com três anos subiu a seu primeiro 'três mil', ao Tuc de Molières, no Vale de Arán. Com cinco já coroou o cume dos Pirenéus, o Pico Aneto. Com seis fez seu primeiro 'quatro mil' subindo ao Breithorn, nos Alpes de Itália e Suíça. Aos dez fez a travessia de um lado a outro dos Pirenéus.
Desde 2004 considera-se-lhe "Desportista de Alto Nível" pelo Conselho Catalão de Desportos e o Conselho Superior de Desportos na categoria de Montanha e Escalada. Ademais, em 2013 o Conselho Superior de Desportos concedeu-lhe o rendimento na Real Ordem do Mérito Desportivo.
Entre outras gestas, na madrugada do 21 ao 22 de maio de 2017, fez cume na mítica formação montanhosa do Everest sem usar cordas, oxigênio, nem ajuda de sherpas num sozinho ataque, num tempo de 26 horas. O 27 de maio de 2017 volta a fazer cume no Everest numa segunda tentativa por melhorar sua anterior marca, já que esta se havia visto influenciada por uns problemas estomacais durante a ascensão anterior. Numa jornada dominada pelos fortes ventos, Kilian Jornet consegue ascender por segunda vez a montanha mais alta do mundo em menos de uma semana, sem o uso de oxigeno suplementar e sem o uso de cordas fixas, num tempo de 17 horas desde o Campo Base Avançado até a cume.

## Esquiador de montanha
- Medalha de Bronze no Campeonato do Mundo de Esqui de Montanha Portes du Soleil 2008 de Longa distância.
- Medalha de Bronze no Campeonato do Mundo de Esqui de Montanha Portes du Soleil 2008 de Relevos.
- Medalha de Ouro no Campeonato do Mundo de Esqui de Montanha Grand Valira 2010 de Carreira Vertical.
- Medalha de Prata no Campeonato do Mundo de Esqui de Montanha Grand Valira 2010 de Carreira Individual.
- Medalha de Ouro no Campeonato de Europa de Esqui de Montanha 2009 de Carreira Vertical.
- Medalha de Prata no Campeonato de Europa de Esqui de Montanha 2009 de Relevos.

## Corredor de montanha
- Medalha de Ouro na Copa do Mundo de Carreiras de Montanha 2008.
- Medalha de Ouro na Copa do Mundo de Carreiras de Montanha 2009.
- Medalha de Ouro na Copa do Mundo de Carreiras de Montanha 2010.
- Medalha de Ouro na Western States 100-Mile Endurance Run 2011. Empregando um tempo de 15 horas e 34 minutos em percorrer os 161 quilometros da prova, com uma ascensão acumulada de 5500 m.
- Medalha de Ouro no Ultra-Trail du Mont-Blanc 2008, fazendo recorde da prova com :20 horas. A carreira consta de 166 quilómetros e salva-se um desnível acumulado de 9.400 metros.
- Recorde em 2009 da rota de montanha GR20, em Córcega, com 33 horas rebaixando em 4 o registro do italiano Pierrot Santucci. A carreira consta de 190 quilómetros e há um desnível acumulado de 21.000 metros
- Recorde em 2009 do Tahoe Rim Trail, em Califórnia e Nevada, com 38 horas e meia rebaixando em 7 e meia o registro de Tim Twietmeyer. A carreira consta de 265 quilómetros e há um desnível acumulado de 8.000 metros positivos.
- Recorde em 2010 da Transpirenaica, de Fuenterrabía até Llansá, com 8 dias rebaixando o registro anterior. A carreira em 700 km de extensão e há um desnível acumulado de 36.000 metros.

### Cumes
- Recorde subida/baixada Kilimanjaro (5h22-7h14) até que em 13 de agosto de 2014 o montanhista equatoriano Karl Egloff rompeu o recorde de Killian[3] em Ascensão 4horas 56min (recorde anterior Kilian Jornet 5hrs23min) Descenso 1hr46min (recorde anterior Kilian Jornet 1hr51min) recorde percorrido completo e recorde absoluto 6hrs42min.
- Em agosto de 2013, consegue o recorde de velocidade de ascensão e descenso do Cervino desde a localidade de Breuil-Cervinia pela aresta Lion com um tempo de 2 horas 52 minutos e 2 segundos.[4]
- Recorde Chamonix-Mont Blanc-Chamonix (4h57min)[5]
- Em junho de 2014, consegue o recorde de ascensão e descenso do Monte Denali pela rota "West Buttress" com um tempo de 11h 46min utilizando uma combinação de esquis e crampones. Rebaixa em 5 horas e 6 min o anterior recorde, em posse de Ed Warren desde 2013.[6]
- Em 22 de Maio de 2017 fez cume no Monte Everest em apenas 26 horas[1] saindo do Monastério de Rongbuk, na face norte da montanha. Seis dias mais tarde, Kilian repete o cume da montanha mais alta do mundo em apenas 17 horas a partir do Acampamento Base Avançado.[2]